# Ernst Becker (Mediziner)
Ernst Becker (* 7. Mai 1884 in Irxleben; † 14. Januar 1962 in Haldensleben) war ein Sanitätsoffizier, zuletzt Generalarzt der Wehrmacht im Zweiten Weltkrieg.

## Leben
Becker war Sohn des Pastoren Theodor Becker.
Er trat am 20. Oktober 1905 in die Kaiser-Wilhelms-Akademie für das militärärztliche Bildungswesen ein und studierte Medizin. Als Becker III wurde er 1906 Mitglied des Pépinière-Corps Suevo-Borussia. 1907 schloss er sich auch der Saxonia an, die er nach 1930 wieder verließ. Er schied am 28. Februar 1910 aus der KWA aus und wechselte zur Preußischen Armee.
Im 5. Hannoverschen Infanterie-Regiment Nr. 165 in Quedlinburg war er Unterarzt. Zwecks Dienstleistung an der Charité war er zur KWA kommandiert. 1911 wurde er an der Friedrich-Wilhelms-Universität zu Berlin zum Dr. med. promoviert. Am 22. Mai 1912 zum Oberstabsarzt befördert, war er 1913 Regimentsarzt des Feldartillerie-Regiments 34 in Metz.
Becker wurde nicht in der Reichswehr eingesetzt.
Sein Eintritt in die Wehrmacht erfolgte am 1. Februar 1935. Hier war er bis August 1939 Oberstarzt beim Reichsfürsorge- und Versorgungsgericht der Wehrmacht in Berlin. Im Zuge der allgemeinen Mobilmachung wurde Becker am 26. August 1939 zum Korpsarzt des XXIII. Armeekorps ernannt. Im Oktober 1940 erfolgte seine Kommandierung zum XI. Armeekorps. In Hannover fungierte er zugleich als Wehrkreisarzt im Wehrkreiskommando XI. Zum 1. Dezember 1944 wurde Becker in die Führerreserve vom Oberkommando der Wehrmacht versetzt. Er erhielt bis zur Entlassung aus der Wehrmacht am 28. Februar 1945 keine Kommandierung mehr.